# Gameport

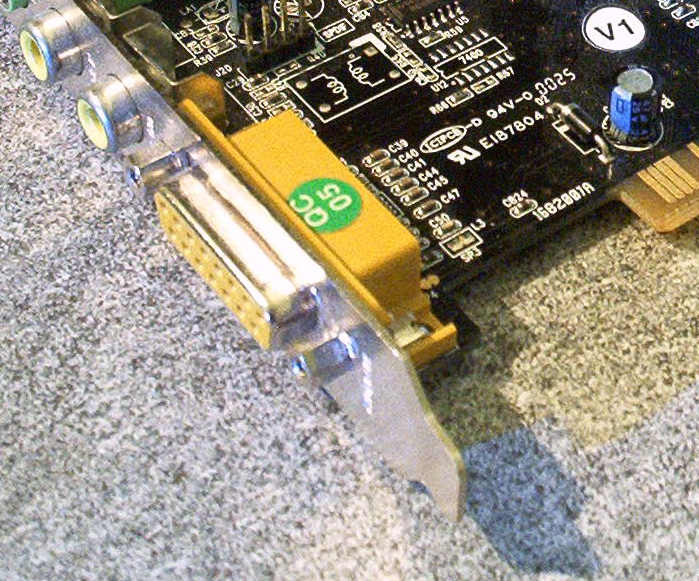
En DA-15-kontakt (gul) på ett ljudkort.

Gameport är ett gränssnitt för att ansluta inmatningsenheter för datorspel, till exempel en joystick, till PC-kompatibla datorer. Gränssnittet är baserat på en DA-15-kontakt och kan även användas för att ansluta MIDI-instrument. Gameport användes främst under 1980- och 1990-talen, och fasades därefter ut till förmån för den digitala anslutningsporten Universal Serial Bus (USB).

## Historia och varianter

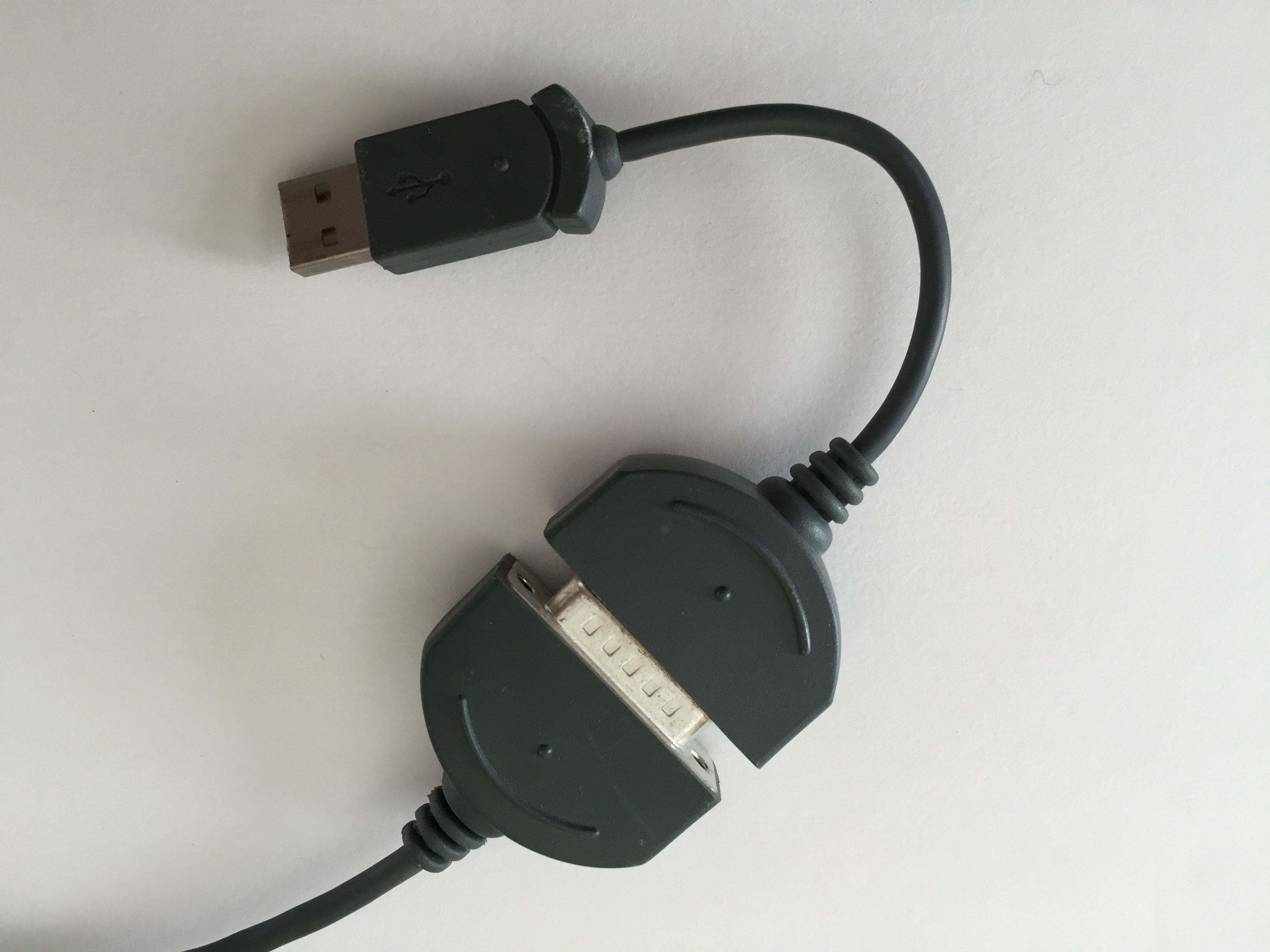
Kabel med Gameport-kontakt (nedtill) från en joystick, sammankopplad med en USB-adapter (upptill).

Den första designen av Gameport lanserades 1981 av IBM som ett separat expansionskort för den första PC:n. Denna version stödde analog avläsning av rörelser runt fyra axlar och fyra knappar. 
Omkring 1990 ersattes separata expansionskort för Gameport med integrerade anslutningar på I/O-kort eller ljudkort, oftast i ISA- eller PCI-format. Senare blev det också vanligt att porten integrerades direkt på moderkortet.
På moderna datorer förekommer inte längre Gameport utan joystick, rattar, ljuspistoler och andra inmatningsenheter för spel ansluts oftast med USB. Det finns dock adaptrar för att ansluta äldre enheter till USB. Från och med Windows Vista har Microsoft helt tagit bort stödet för Gameport, men Gameport-enheter kan konverteras till USB med hjälp av PIC-processorer. En fördel med konvertering jämfört med att använda adapter är att man då kan använda fler än fyra axlar och fyra knappar.